# Voukoliés
Voukoliés, (en grec: Βουκολιές) est une ville de Grèce, située dans l'ouest de l'île de Crète dans le nome de La Canée sur la route entre la Canée et Paleóchora. Voukoliés est également le siège du district municipal de Voukoliés, dans le dème de Platanias.